# Elie Wiesel
Eliezer "Elie" Wiesel KBE (/ˈɛli wɪˈzɛl/; 30 tháng 9 năm 1928 ở Sighetu Marmatiei, Vương quốc Romania (lúc đó thuộc Hungary) — 2 tháng 7 năm 2016 ở Boston, Massachusetts) là một nhà triết học, nhà văn, nhà hoạt động chính trị, nhân đạo người gốc Do Thái và là tác giả của 57 cuốn sách, được viết chủ yếu bằng tiếng Pháp và tiếng Anh, bao gồm cả Night, một tác phẩm dựa trên kinh nghiệm của ông khi là tù nhân Do Thái trong các trại tập trung ở Auschwitz và Buchenwald của Đức Quốc xã. 
Ông đạt giải Giải Nobel Hòa bình năm 1986 về vai trò gương mẫu trong việc chống lại bạo động, trù dập và kỳ thị chủng tộc. Ngoài ra ông còn được Huy chương Wallenberg năm 1990. Từ năm 1978 ông giảng dạy tại Đại học Boston.

## Những tác phẩm nổi tiếng của Wiesel
- Night (1958; 2006)
- Dawn (1961; 2006)
- Day (1962; 2006)
- The Oath

## Giải thưởng
- 1968: Giải Médicis
- 1986: Giải Nobel Hòa bình